# 526 (číslo)
Pět set dvacet šest je přirozené číslo. Následuje po čísle pět set dvacet pět a předchází číslu pět set dvacet sedm. Římskými číslicemi se zapisuje DXXVI a řeckými číslicemi φκς.

## Matematika
526 je:
- Deficientní číslo
- Poloprvočíslo
- Nešťastné číslo

## Astronomie
- (526) Jena je planetka hlavního pásu, kterou objevil v roce 1904 Max Wolf

## Vojenství
- 526. rezervní divize byla pěší divize německé armády (Wehrmacht) za druhé světové války

## Roky
- 526
- 526 př. n. l.